# Ičići
Ičići är en ort i Kroatien.   Den ligger i staden Grad Opatija och länet Gorski kotar, i den västra delen av landet, 140 km väster om huvudstaden Zagreb. Ičići ligger 18 meter över havet och antalet invånare är 530.
Terrängen runt Ičići är huvudsakligen kuperad, men österut är den platt. Havet är nära Ičići åt sydost.  Närmaste större samhälle är Rijeka, 10,8 km öster om Ičići. 